# Lokavec, Ajdovščina
Lokavec este o localitate din comuna Ajdovščina, Slovenia, cu o populație de 1.069 de locuitori.